# Jubileummedaille voor de 20e verjaardag van het Rode Leger

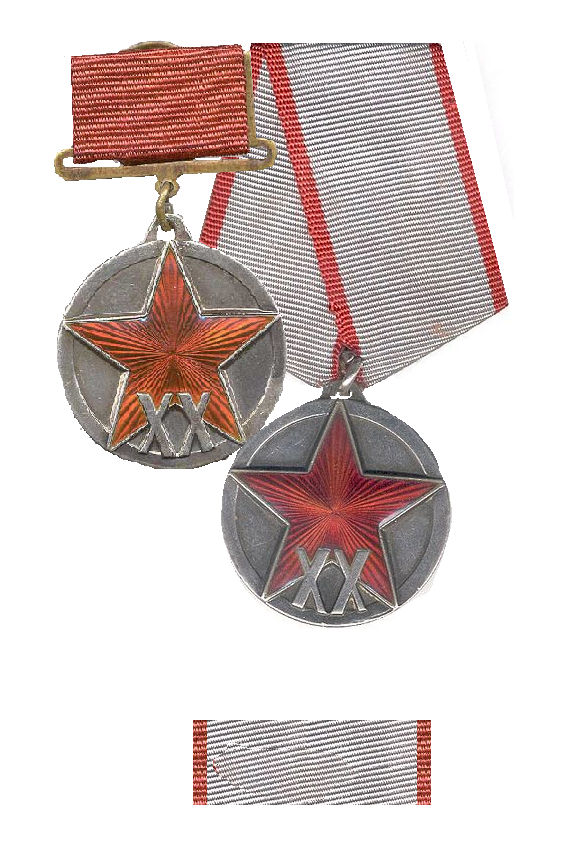
Varianten en baton zoals die werden gedragen

De Jubileumsmedaille, officieel Jubileumsmedaille XX Jaar Arbeiders- en Boerenleger Rode Leger, (Russisch: Юбилейная медаль XX лет Рабоче-Крестьянской Красной Армии), werd op 24 januari 1938 ingesteld en 37.504 maal toegekend aan onderdanen van de Sovjet-Unie. De medaille was bestemd voor oud-officieren en officieren die 20 jaar in dat Rode Leger hadden gediend.
De medaille werd ingesteld in een decreet van het Presidium van de Opperste Sovjet van de Sovjet Unie. De peildatum voor de 20 jaar dienst was 23 februari 1938. Maar zij die in de Russische Revolutie door de Sovjets voor hun verdienste in de Russische burgeroorlog en de oorlog tegen Polen waren gedecoreerd met de Orde van de Rode Banier kwamen in ieder geval voor de medaille in aanmerking. Deelname aan de Rode Garde en guerrilla-eenheden in de jaren 1917 tot 1921 telde mee voor het toekennen van deze medaille.
Men droeg de medaille aan een op typisch Russische wijze opgemaakt vijfhoekig lint op de linkerborst. Op de achterzijde van het lint is een metalen plaat met gaatjes voor de bevestiging van het lint en een speld aangebracht. De medaille werd direct na de Medaille voor de Olieboringen en Uitbreiding van de Petrochemie in West-Siberië gedragen.

## De medaille
De ronde medaille heeft een diameter van 32 millimeter en is van geoxideerd zilver. De rand van de medaille is aan voor- en keerzijde iets verhoogd ter bescherming van het oppervlak. 
De rode vijfpuntige ster op de voorzijde, het symbool van het Rode Leger en van de Sovjetstaat, is voorzien van doorzichtig rood emaille. Het daaronder staande getal "XX" is van zilver. Op de keerzijde is boven de jaartallen "1918-1938" een militair in het iconische winteruniform van de Rode Garde afgebeeld. De soldaat schiet staande een geweer af.
De geëmailleerde oppervlakte van de ster werd voor het emailleren met een machine geguichoveerd zodat achter het gesmolten glas een patroon van cirkels zichtbaar is. 
Het lint is grijs met een smalle rode bies.
De medailles werden tot 1943 aan een koperkleurige metalen beugel en een kort rood lintje gedragen.

## Gedecoreerden

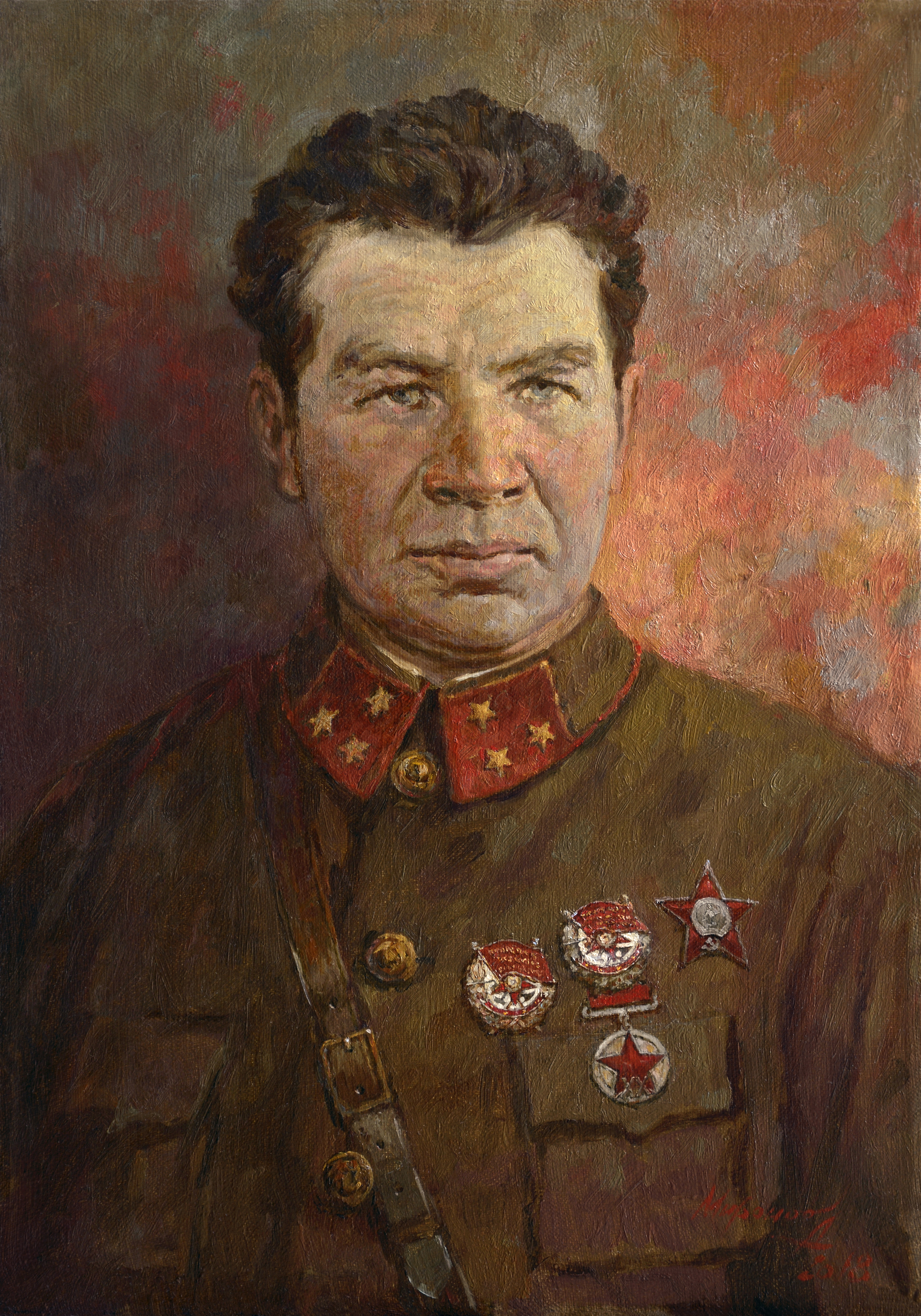
Maarschalk Tsjoejkov met de eerste variant van de medaille

- Maarschalk Kliment Jefremovitsj Vorosjilov
- Admiraal Nikolaj Gerasimovitsj Koeznetsov
- Maarschalk Aleksander Iljitsj Jegorov
- Maarschalk Andrej Ivanovitsj Jerjomenko
- Kolonel-generaal Jakov Timofejevitsj Tsjerevitsjenko
- Admiraal Lev Michailovitsj Galler
- Luchtmaarschalk Fjodor Jakovlevitsj Falalejev
- Kolonel-generaal Valerian Aleksandrovitsj Frolov
- Luitenant-generaal Nikolaj Pavlovitsj Simonjak
- Luitenant-generaal Nikolaj Nikolajevitsj Vasjoegin
- Maarschalk Georgi Konstantinovitsj Zjoekov
- Maarschalk Semjon Konstantinovitsj Timosjenko
- Maarschalk Vasili Ivanovitsj Tsjoejkov
- Maarschalk Semjon Michailovitsj Boedjonny
- Maarschalk Vasili Konstantinovitsj Bljoecher
- Maarschalk Boris Michailovitsj Sjaposjnikov
- Maarschalk Aleksandr Vasilevski
- Maarschalk Ivan Stepanovitsj Konev
- Maarschalk Leonid Aleksandrovitsj Govorov
- Maarschalk Konstantin Konstantinovitsj Rokossovski
- Maarschalk Rodion Jakovlevitsj Malinovski
- Maarschalk Fjodor Ivanovitsj Tolboechin
- Maarschalk Kirill Afanasjevitsj Meretskov
- Maarschalk Vasili Danilovitsj Sokolovski
- Maarschalk Andrej Antonovitsj Gretsjko
- Maarschalk Andrej Ivanovitsj Jerjomenko
- Maarschalk Kirill Semjonovitsj Moskalenko
- Maarschalk Matvej Vasiljevitsj Zacharov
- Admiraal Arseni Grigorjevitsj Golovko
- Admiraal Vladimir Filippovitsj Triboets
- Admiraal Gordej Ivanovitsj Levtsjenko
- Admiraal Filipp Sergejevitsj Oktjabrski
- Generaal Ivan Jefimovitsj Petrov
- Luitenant-Generaal Ivan Vasiljevitsj Panfilov
- Maarschalk Pavel Fjodorovitsj Batitski
- Generaal Ivan Vladimirovitsj Toelenev
- Schout-bij-Nacht Dmitrijevitsj Papanin